# The Fix for '96 Shows
The Fix for '96 Shows
è stata una mini tournée del gruppo progressive metal, Dream Theater svoltasi negli Stati Uniti.
Il tour è iniziato a Poughkeepsie il 4 dicembre 1996 ed è finito ad Old Bridge il 14 dicembre del medesimo anno.
Inoltre, in tale tour, debuttarono numerose canzoni dell'album che sarebbe uscito un anno dopo: Falling into Infinity.

## Tipica scaletta
- The Crimson Sunrise
- Innocence
- The Mirror
- Lie
- Burning My Soul
- Another Hand/The Killing Hand
- Just Let Me Breathe
- Caught In Alice's 9-Inch Tool Garden
- Peruvian Skies
- Pull Me Under
- Lines In The Sand
- Take Away My Pain
- Carpe Diem
- The Darkest of Winters
- Ytsejam
- Learning To Live
- The Crimson Sunset (con un teaser di A Fortune in Lies)
- -------encore-------
- Metropolis Pt.1: The Miracle and the Sleeper
- Eve (outro)[1][2]

## Date e tappe
| Data             | Città        | Luogo        | Note  |
| ---------------- | ------------ | ------------ | ----- |
| 4 dicembre 1996  | Poughkeepsie | The Chance   | [ 1 ] |
| 5 dicembre 1996  | Long Island  | Mulcahey's   | [ 1 ] |
| 6 dicembre 1996  | New Heaven   | Toad's Place | [ 1 ] |
| 12 dicembre 1996 | Providence   | The Strand   | [ 1 ] |
| 14 dicembre 1996 | Old Bridge   | Birch Hill   | [ 1 ] |

## Formazione
- James LaBrie – voce
- John Petrucci – chitarra, cori
- Mike Portnoy – batteria, percussioni, cori
- John Myung – basso
- Derek Sherinian– tastiere[2]